# Flygfabriken LN-3 Seagull
LN-3 Seagull är ett enmotorigt propellerdrivet amfibieflygplan där motorn knuffar flygplanet framåt och har plats för två personer sittande i tandem där den främre är pilot och är tillverkat av Svenska Flygfabriken. 
Det flög för första gången 5 februari 2008 av konstruktören Lage Norberg, som tidigare undervisade i aerodynamik. Det drivs av en propellermotor som heter Jabiru 2200, en vanlig motor i byggsatsplan som kommer ifrån Australien. Flygplanet påminner något om en förminskad Republic RC-3 Seabee amfibieflygplan.